# Scoparia submolestalis
Scoparia submolestalis là một loài bướm đêm trong họ Crambidae.